# Chlosyne paupera
Chlosyne paupera är en fjärilsart som beskrevs av Jean Baptiste Boisduval 1870. Chlosyne paupera ingår i släktet Chlosyne och familjen praktfjärilar. Inga underarter finns listade i Catalogue of Life.